# Émigration bretonne en Armorique
 (septembre 2010).

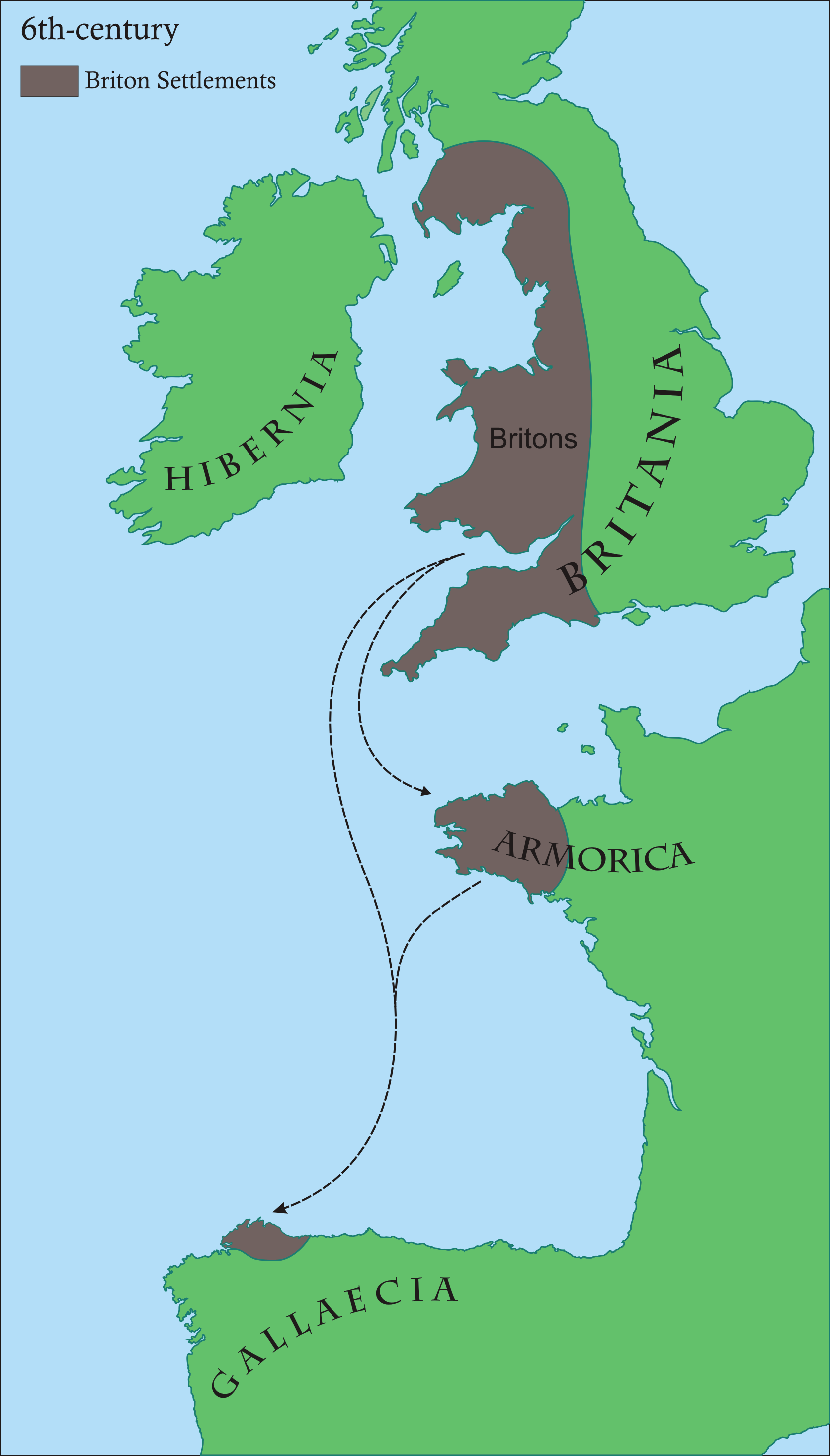
Flux migratoire des Bretons au VIe siècle, bien qu'aucune source ne justifie d'un apport notable en Galice.

L’émigration bretonne vers l'Armorique désigne un processus ayant lieu principalement entre les Ve et VIe siècles de notre ère, par lequel des Bretons de la province romaine de Bretagne (territoires actuels de l'Angleterre et du Pays de Galles) migrent vers l’ouest de l'Armorique, qui sera par la suite nommée Bretagne. L’ampleur, les détails, les motifs et les moments exacts de cette migration sont mal connus, et donc, l'objet de discussions.

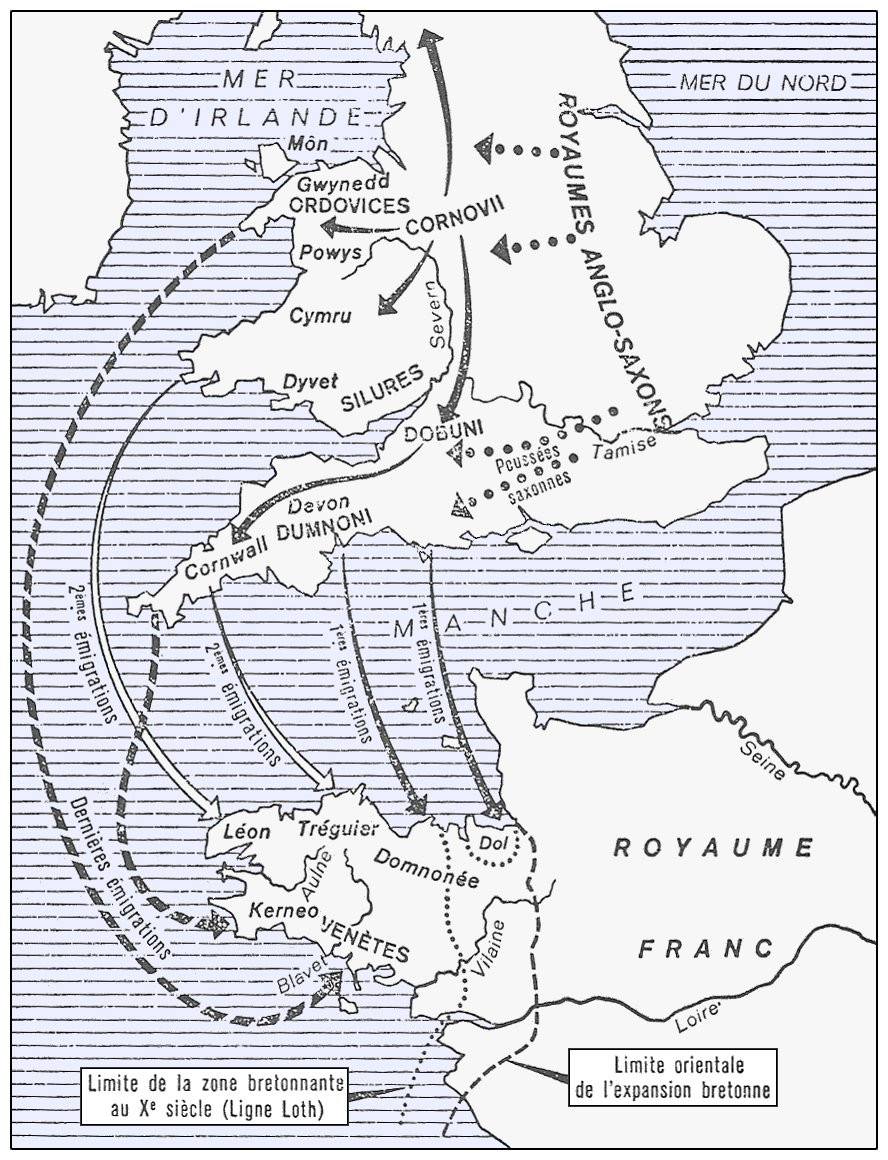
Vagues migratoires bretonnes en Armorique (synthèse)

## Deux vagues d’émigration
Bernard Merdrignac distingue deux vagues d’émigration de la Grande-Bretagne vers l'Armorique : une première vague militaire, qui atteint son sommet à la fin du IVe siècle ; et une seconde vague, après le baptême de Clovis, qui semble avoir été menée par les hauts dignitaires ecclésiastiques de Grande-Bretagne à partir du Ve siècle.
Cette première vague précoce est remise en doute.

### Première vague migratoire auIIIeetIVesiècles

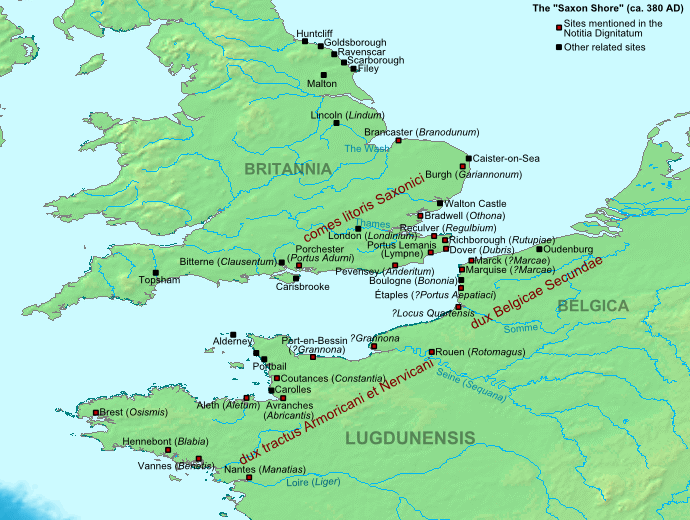
Les fortifications (Alet, Saint-Brieuc, Le Yaudet, Brest, Vannes, Nantes) incluses dans le Tractus Armoricanus.

Les deux rives de la Manche sont en contact depuis toujours grâce aux liens commerciaux entre l'île de Bretagne et le continent. La réorganisation du système de défense côtière (le Tractus Armoricanus composé de 4 000 soldats en garnison) par l'administration du Bas-Empire romain à la fin du IIIe siècle a pour première cause la nécessité de coordonner la lutte contre les pirates scots, frisons et saxons. Dans le cadre de cette administration militaire qui place sous un commandement unique tout le secteur côtier, la migration bretonne vers le continent a un caractère essentiellement militaire, correspondant peut-être à l'appel à des contingents bretons insulaires pour renforcer les troupes stationnées en Armorique (garnisons côtières s'opposant aux raids de pirates germanique),.
« De plus, les raids irlandais, suivis d'occupation sur la côte ouest de l'île de Bretagne, nombreux dès le IVe siècle, ont entraîné des mouvements de population vers la zone de refuge normale qu'étaient le nord et l'ouest de l'Armorique »
L'immigration bretonne en Domnonée Armoricaine emprunte des routes maritimes qui atteignent principalement la côte nord de la péninsule armoricaine et se prolongent dans l'Argoat par des routes terrestres et fluviales.

### Deuxième vague migratoire (à partir duVesiècle)

La question de la prise en main de l'organisation civile et religieuse de l'Armorique par les immigrants venus d'outre-Manche, peut être étudiée à partir de l'hagiotoponymie bretonne qui constitue une originalité en faisant précéder le nom du patron du village (souvent un "saint" celtique) non pas de l'adjectif Saint, mais des éléments Plo-/Plou- (paroisse), Tre- (lieu habité) et Lan- (ermitage, oratoire).

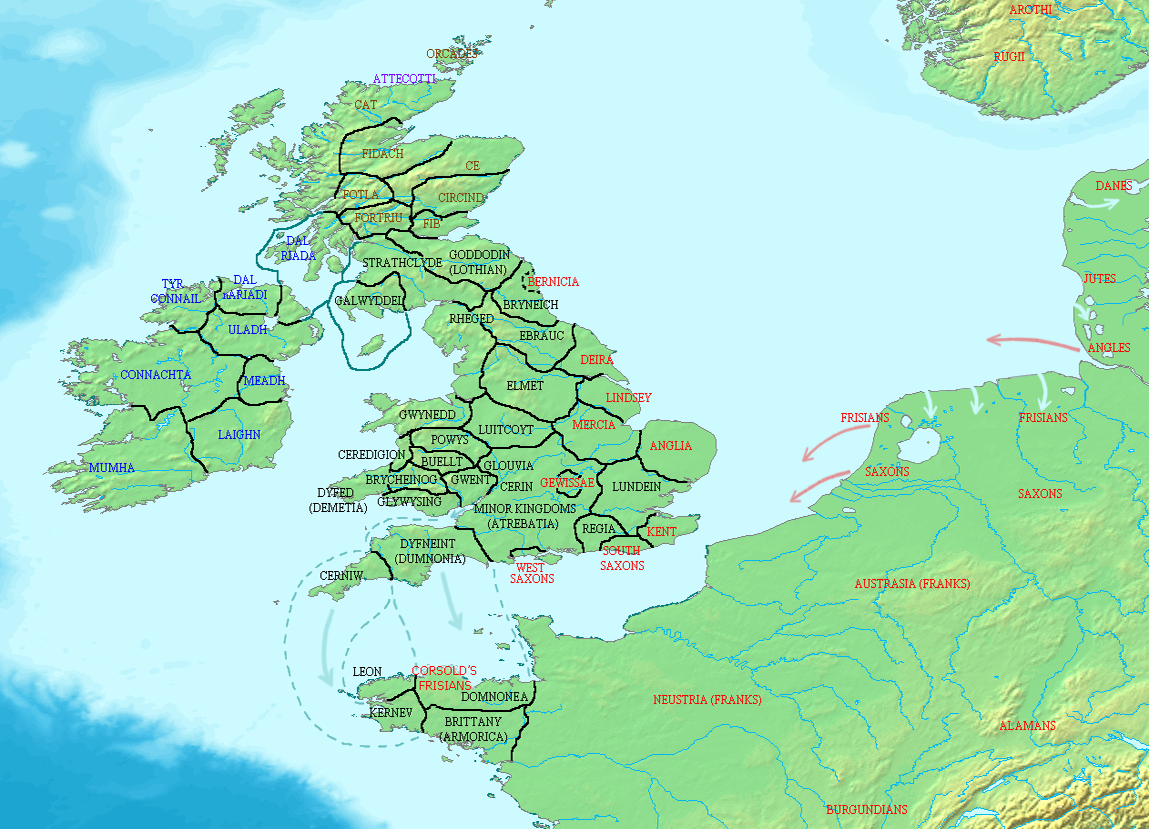
La Bretagne insulaire et l'Armorique au haut Moyen Âge, autour des années 500. L'île de Bretagne est émiettée en petits royaumes pictes, celtiques ou anglo-saxons dont les peuples et les noms se retrouvent parfois aussi en Irlande, en Armorique et en Germanie.

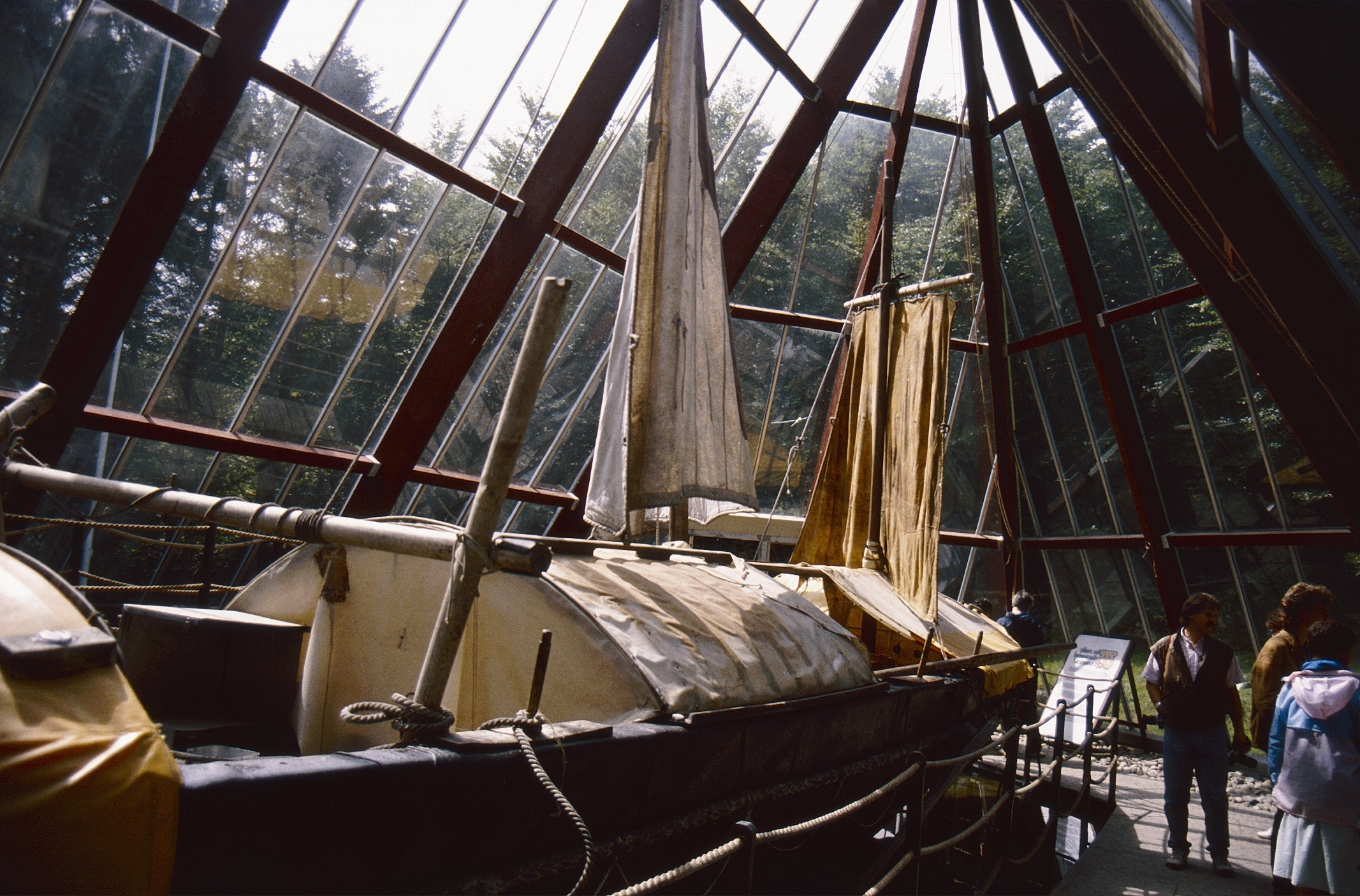
Réplique de currach de l'abbé saint Brendan, construite par Tim Severin en 1976.

Après le retrait de l'Empire romain et de ses armées de Bretagne insulaire durant la première décennie du Ve siècle, le mouvement migratoire breton s'intensifie, notamment à cause de la poussée des Pictes de Calédonie (actuelle Écosse), des scots d'Irlande, ainsi que des Jutes, des Angles et des Saxons de l'actuel Danemark et de Germanie, qui ont abordé dès 442 l'île de Bretagne. Pour combler ce vide militaire, les civitates armoricaines concluent des traités avec leurs voisins d'outre-Manche pour faire venir des tribus bretonnes menées par leurs chefs traditionnels. Ces colons mi-paysans, mi-soldats, venus du Pays de Galles (le groupe de saints le plus important partant de cette région, souvent après avoir été formés dans des écoles monastiques telles que celle de Llannilltud Fawr), de la Cornouaille et de la Domnonée insulaire au sud de la Grande-Bretagne, vont contribuer à répandre des cultes et des influences extérieurs. La seconde vague d'émigration est non seulement organisée mais aussi encouragée par l'Église. Les migrants bretons sont en effet accompagnés et encadrés par de hauts dignitaires du clergé breton (les « saints bretons », notamment les sept saints fondateurs).
Le clergé est issu « des classes supérieures de la société, car l’agencement du monde terrestre, reflet de l’ordre céleste, impose aux puissants — saints, évêques, abbés — la direction des êtres de condition inférieure, les pauperes qui leur sont soumis par la volonté du Très-Haut : la « Vie de saint » sacralise cet ordre social, conçu comme un ordre providentiel et immuable ». Certains indices confirment que ceux-ci appartiennent à l'aristocratie britto-romaine : les noms latins gentilices, comme Paulus Aurelianus, saint Paul Aurélien, ne sont pas rares.
Les nouveaux alliés politiques, les rois francs Clovis et Childebert Ier, favorisent cette deuxième vague. À la suite d'un hypothétique traité conclu en 497, entre les Francs et les cités armoricaines, ces dernières semblent reconnaître la suprématie franque, sans toutefois payer de tribut. Les Britto-Romains récemment convertis au christianisme font une sorte d'alliance avec les Francs, pacifique jusqu'en 558.
Des récits racontent le débarquement dans ce que la tradition populaire nomme des « auges en pierre » (saint Malo, saint Brieuc, voir aussi auge de saint Conogan) : il s'agit en fait d'esquifs encore utilisés de nos jours en Irlande, les coracles et les currachs.

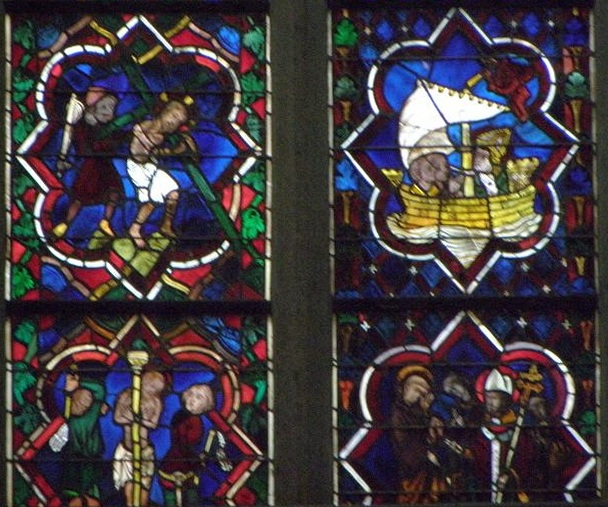
Maîtresse vitre du XIIIe siècle au chevet de la cathédrale de Dol représentant la traversée de la Manche de saint Samson[Note 5].
Dessin reproduisant un panneau du pilier de Kilnaruane (en), qui montre le curragh de Saint Brendan avec quatre rameurs.

## Discussions
Les raisons du peuplement de l'Armorique par les Bretons sont mal connues mais s'inscrivent, selon Bernard Merdrignac dans la dynamique des grandes migrations de l'antiquité tardive, elles-mêmes favorisées par les changements climatiques de l'époque : voir l'histoire de la Bretagne.
Parmi ces hypothèses, les plus courantes évoquent la colonisation de la Grande-Bretagne par les Anglo-Saxons ainsi que la pressions des Scots et des Pictes, qui aurait poussé les seigneurs bretons insulaires et leurs clans, puis des ecclésiastiques et leurs paroissiens, à se regrouper d'abord vers les confins de leur grande île (les Cornouailles, le Pays de Galles et l'Écosse), puis à prendre la mer pour se réfugier sur le continent, notamment dans la presqu'île armoricaine, qui, de toute la Gaule romaine, était la région où la culture celtique, sinon la langue, s'était le mieux conservée.
D'autres hypothèses mettent en avant les liens ayant de tout temps existé entre les deux contrées et, plutôt que des vagues de migration dans l'Antiquité tardive et au début du Moyen Âge, elles évoquent un exode continu, durant de nombreux siècles, et certaines envisagent même que les Bretons actuels descendraient moins des immigrants venus de Grande-Bretagne que de clans celtes autochtones (issus des tribus armoricaines telles que les Osismes et les Vénètes) qui n'auraient été romanisés que linguistiquement[réf. nécessaire].
Le médiéviste Ben Guy, dans un article de 2014, défend l'hypothèse selon laquelle l'émigration bretonne dans l'ouest de l'Armorique s'est étalée de la première moitié du Ve siècle à la fin du VIIe siècle, et que ce phénomène a concerné principalement les populations rurales de la cité des Durotriges, poussées à l'exil par l’effondrement de l'économie romaine et par l'avancée des Saxons de l'Ouest,.
En 469, la participation du roi Riothamus à une campagne romaine initiée par l'empereur d'Orient Léon Ier et les liens que Riothamus entretient avec les autorités romaines a pu entraîné une forme d'autorisation officielle à l'établissement de populations bretonnes sur le territoire impérial. Les années 470 sont aussi le point de départ d'un commerce maritime entre l'île de Bretagne et l'est de la Méditerranée qui aurait pu faciliter, grâce aux rapports diplomatiques de Riothamus avec les autorités romaines, la migration des Bretons depuis le sud ouest de l'île de Bretagne vers la Bretagne continentale.
Quelle qu'en soit la cause, le mouvement d'immigration fut facilité par la proximité culturelle des bretons insulaires avec les peuples gaulois plus ou moins romanisés, même si des conflits pour le pouvoir et les terres ont éclaté avec les autochtones, ou encore avec les Francs investis du pouvoir impérial depuis Clovis. Ce mouvement fut suffisamment important pour que dès le début du haut Moyen-Âge, cette partie de l'Armorique soit connue sous le nom de Britannia.

## Conséquences

### Politique
L’installation des Bretons en Armorique entraîna la création de nouvelles entités territoriales plus ou moins légendaires (Broërec, Cornouaille, Domnonée, Léon, Poher, Porhoët, etc.), se substituant aux trois anciennes civitates gallo-romaines (Vénètes, Osismes, Coriosolites). Les rapports de suzeraineté entre ces potentats et le Domaine gallo-romain de Syagrius puis le royaume des Francs sont mal connus, tout comme leur histoire. Il est possible qu'un proto-royaume breton ait émergé au cours du VIIe siècle sous l'impulsion de Judicaël. Les territoires bretons seront réunis au IXe siècle, par Nominoë, au sein du royaume puis Duché de Bretagne.

### Religieuse
Au début de la migration au Ve siècle, l'implantation du christianisme venait tout juste de commencer au nord-ouest de la péninsule alors qu'à l'est et au sud-est, l'évangélisation avait débuté dès le IIIe siècle, comme à Nantes.
Les moines bretons, marqués par le monachisme irlandais et la Règle de saint Colomban, vont alors donner un souffle nouveau à l'expansion de la religion chrétienne. Ces derniers commencent souvent par mener une vie érémitique en un lieu désert ou une île. Puis, au bout de plusieurs années de pénitence, de prière et de réflexion, certains décident d'encadrer des immigrants et les populations indigènes en créant des paroisses alors que d'autres fondent des monastères.
À cette époque, les diocèses n'existent pas encore dans cette partie de l'Armorique. Il semble qu'on confère des pouvoirs épiscopaux à certains abbés, reconnus pour leurs qualités personnelles. C'est ainsi que certains monastères deviennent plus tard des sièges d'évêchés : c'est le cas à Saint-Pol-de-Léon, à Tréguier, à Saint-Brieuc, à Saint-Malo et Dol-de-Bretagne.
Dès lors, la nouvelle organisation du territoire qui se met en place, due notamment à l'intervention de ce clergé, marque encore aujourd'hui la toponymie bretonne, notamment dans les noms commençant par les préfixes :
- Plou-, Plo-, Ploe-, Plé-, Pleu- ou Plu- qui désignent une « paroisse ».
- Gwik- qui désigne le bourg de la paroisse.

Le nom du moine fondateur suit souvent ces préfixes : Ploumilliau, Guimiliau.

### Démographique
Même s'il est difficile de quantifier ces mouvements de population, certains historiens avancent le nombre de 30 à 50 000 personnes sur une population initiale de 100 000 habitants. Les sources britanniques, notamment Nora Kershaw Chadwick, avancent des nombres jusqu'à dix fois supérieurs. Ces réfugiés émigraient généralement par familles ou par clans entiers (« Tud » ou « Kenedl », chaque clan étant gouverné par un « Mac’htiern ») et débarquaient en Armorique sous la conduite de leurs chefs religieux et civils. Ces familles demeuraient entre elles et tendaient à se regrouper selon leurs lieux d'origine, principalement dans des contrées restées inhabitées ou ayant été abandonnées.
Ainsi, le nord de la péninsule (notamment le Trégor) a été massivement peuplé par des gens originaires de Domnonée (actuels Devon et Somerset) au point de lui transmettre son nom. Il en va de même de la Cornouaille, massivement peuplée par les Bretons des Cornouailles britanniques tandis que les immigrants originaires de l'actuel Pays de Galles, ont plutôt peuplé le Pays de Léon et le Vannetais, l'influence des Vannetais, autant sur le plan linguistique que politique, s'étendant jusqu'au Pays nantais.

### Linguistique
L'arrivée des Bretons se traduisit par une « receltisation » linguistique de la péninsule où le gaulois avait quasiment disparu par la latinisation. Si toutefois le gaulois était encore parlé en Armorique à ce moment, c'était une variante proche des langues brittoniques parlées par les migrants corniques, gallois ou cambriens, d'où l'hypothèse des échanges continus à travers la Manche.
Un exemple de discussions linguistiques concerne le Vannetais : selon l'hypothèse de la continuité autochtone, la population celte locale a dû rester suffisamment conséquente pour donner au breton vannetais un caractère différent des trois autres dialectes (dits « KLT ») de Cornouaille (le cornouaillais), du Léon (le léonard) et du Trégor (le trégorrois), plus proches du brittonique. D'après François Falc'hun, le vannetais serait ainsi un dialecte plus archaïque, plus proche du gaulois : les Vénètes, qui habitaient la région, dont la puissance et l'influence était reconnue jusque sous Jules César (Commentaires sur la Guerre des Gaules, III, 8.) ayant davantage imprimé leur trace sur la péninsule que les autres peuples gaulois d'Armorique, réputés moins nombreux. Mais selon Léon Fleuriot, le particularisme vannetais s'explique plutôt par l'influence du gallo-roman, qui s'était peu à peu imposé dans une région fortement romanisée. Cette hypothèse est reprise par Erwan Valérie, qui voit dans les dialectes du Vannetais, de Haute Cornouaille orientale et du Goëlo la survivance d'un dialecte oriental, c'est-à-dire d'une forme de breton dialectal fortement influencée par un adstrat roman.
Quoi qu'il en soit, la langue bretonne apparaît dès cette période et c'est clairement une langue brittonique. Toutefois, le clergé, les rois et les princes britto-romains gardèrent la langue latine pour la liturgie et l'administration.

### Sémantique
La terre des Bretons était à l'origine l'île de Bretagne, en latin Britannia (avec un seul t), mais il se produisit par la suite un glissement sémantique dans la langue continentale, qui aboutit au report de ce nom de « Bretagne » sur la Gaule armoricaine, puisqu'elle était peuplée de Bretons.
Pour éviter la confusion engendrée par ce transfert, on se mit à parler sur le continent de Bretagne insulaire, ou Grande Bretagne pour l’île d’origine, et de Petite Bretagne ou de Bretagne Armorique, cette dernière appellation ayant eu pour conséquence fâcheuse de provoquer la confusion désormais ancrée dans les esprits et les écrits entre la Bretagne et l'Armorique.
En anglais moderne, le terme Britain s'emploie aussi fréquemment que Great Britain pour désigner l'île britannique, alors que la Bretagne armoricaine, autrefois dénommée « Lesser Britain » , littéralement « Moindre Bretagne », calque du Britannia Minor latin) est aujourd'hui appelée Brittany. En effet, le terme anglais Brittany (issu du latin Britannia, croisé avec Britto hypocoristique familier de Britannus, d'où Brittanus "breton", d'où Britta(n)ia. Cf. aussi Germania > Germany) n'a plus signifié que la Bretagne armoricaine tandis que l'anglais empruntait le terme d'ancien français Bretaigne (> Bretagne, issu également du latin Brittan(n)ia, d'où maintien du /t/ intervocalique), attesté au XIIIe siècle en moyen anglais sous la forme Bretayne, puis Britain pour désigner la Grande-Bretagne.